# Min älskade
Min älskade är en svensk dramafilm från 1979 i regi av Kjell Grede, med Bjørn Skagestad, Lena Nyman, Agneta Ekmanner och Keve Hjelm i rollerna. Filmen är producerad av Ingmar Bergman (Cinematograph AB).

## Rollista
| Bjørn Skagestad          | – John             |
| Lena Nyman               | – Sonja            |
| Agneta Ekmanner          | – Disa             |
| Keve Hjelm               | – Bernard          |
| Grynet Molvig            | – Linda            |
| Sif Ruud                 | – Magda            |
| Kristina Kamnert-Suneson | – Vera             |
| Björn Gustafson          | – glasmästare      |
| Helena Brodin            | – sjuksköterska    |
| Stig Ossian Ericson      | – Bilförsäljare    |
| Axel Düberg              | – Bilförsäljare    |
| Charlie Elvegård         | – Byggnadsarbetare |